# Horst Korth
Horst Karl August Korth, född 25 november 1910 i Leipzig, död 9 juni 1986 i Skanörs församling, var en tysk-svensk ingenjör.
Korth blev diplomingenjör vid Tekniska högskolan i Berlin 1935, merkantilingenjör vid Rheinische Braunkohlen-Syndikat i Mannheim 1935, exportingenjör vid Deutsche Mitsui Bussan Gesellschaft i Berlin 1936, Arado Flugzeugwerke 1938, merkantilingenjör vid Kohlenscheidungsgesellschaft 1939 och var gruppledare och förbränningsingenjör vid AEG 1941–45. Han blev konstruktör vid AB Åsbrink & Co i Malmö 1949 och var exportingenjör vid AB Skånska Cementgjuteriets dotterbolag AB Tryckrör och The Sentab Pressure Pipe Consortium från 1960.